# Большая Грива
Больша́я Гри́ва — посёлок в Каргасокском районе Томской области России. Входит в состав Новоюгинского сельского поселения.

## География
Посёлок расположен на берегу реки Васюган. Чуть южнее проходит автодорога, идущая из Каргаска.

## Население
| 2002 | 2010 | 2012 | 2013 | 2014 | 2015 | 2021 |
| ---- | ---- | ---- | ---- | ---- | ---- | ---- |
| 325  | ↘244 | ↘232 | ↘230 | ↘222 | →222 | ↘197 |

1974 — около 500 человек.

## Социальная сфера и экономика
В посёлке есть библиотечно-досуговый центр и фельдшерско-акушерский пункт.
Основу экономической жизни составляют сельское и лесное хозяйство и розничная торговля.

## Транспорт
Есть автобусное сообщение с райцентром.